# Lookin Ass
Lookin Ass (originalmente titulado Lookin Ass Nigga) es una canción escrita por la cantante trinitense Nicki Minaj y el productor de música estadounidense Detail. Fue grabado para el álbum recopilatorio Rise of an Empire de Young Money, lanzado en el año 2014 bajo el sello Young Money Entertainment como sencillo promocional. El vídeo oficial fue lanzado el 14 de febrero de 2014. La canción es de género Hip-hop, también se puede decir que sus letras critican comportamientos estereotipados comúnmente asociados con los hombres.
Su carátula generó controversia al contener una imagen del último activista Malcolm X, junto al término despectivo "N*gga". Incluyendo el hecho de que el artista de géneros R&B Trey Songz calificó la canción como "Feminista" a lo que el respondió realizando un remix de la misma pero bajo el título Lookin Ass Bitches. Se supondría que el sencillo haría parte del álbum The Pinkprint (álbum de la rapera), sin embargo no fue agregado al mismo. Lookin Ass fue enviado a las estaciones de radio rítmica de los Estados Unidos el 18 de marzo de 2014.

## Recepción Crítica
Lookin Ass recibió críticas generalmente destacables por distintos críticos de la música. Rob Markan de MTV News declaró sobre "la canción esta versión 2014 de Nicki es mucho más amenazadora que cualquier cosa que hemos visto con sus proyectos anteriores." La revista Complex también nombró el segundo verso de la canción como el quinto mejor verso rap del 2014 y la canción apareció en su lista de las 100 Mejores Canciones Rap de Nueva York de todos los tiempos. La canción hizo una aparición en la lista creada por Spin de "Las 101 mejores canciones del 2014".

## Posición en Listas
| Estados Unidos | US Bubbling Under Hot 100 Singles | 4  |
| Estados Unidos | US Hot R&B/Hip-Hop Songs          | 28 |